# Taragi, Kumamoto
Taragi (多良木町 Taragi-machi) là thị trấn thuộc huyện Kuma, tỉnh Kumamoto. Tính đến ngày 1 tháng 10 năm 2020, dân số ước tính thị trấn là 9.076 người và mật độ dân số là 55 người/km2. Tổng diện tích thị trấn là 165,87 km2.